# Сазаново (озеро, Челябинская область)
Сазаново (Карпинка) — небольшое озеро в Кыштымском городском округе Челябинской области. Расположено на территории города Кыштым. Площадь — 0,32 км². Высота над уровнем моря — 249 м.
Озеро соединено протоками с Нижне-Кыштымским прудом, и озером Большая Нанога. Южное побережье заболочено. В озере водятся плотва, карп, щука, карась, лещ, окунь.